# Crassula setulosa
Crassula setulosa är en fetbladsväxtart som beskrevs av William Henry Harvey. Crassula setulosa ingår i släktet krassulor, och familjen fetbladsväxter.

## Underarter
Arten delas in i följande underarter:
- C. s. deminuta
- C. s. jenkinsii
- C. s. longiciliata
- C. s. rubra

## Bildgalleri

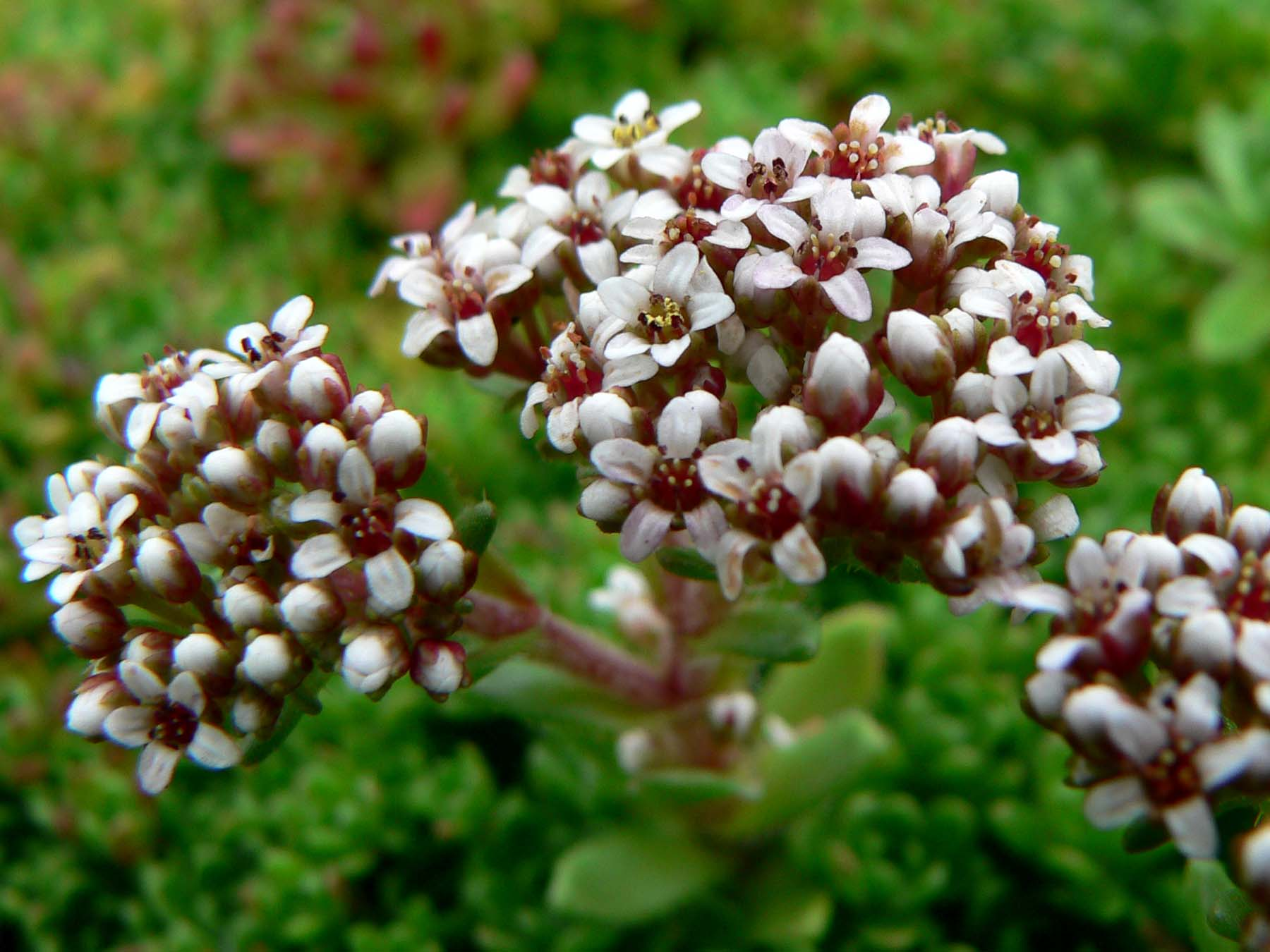
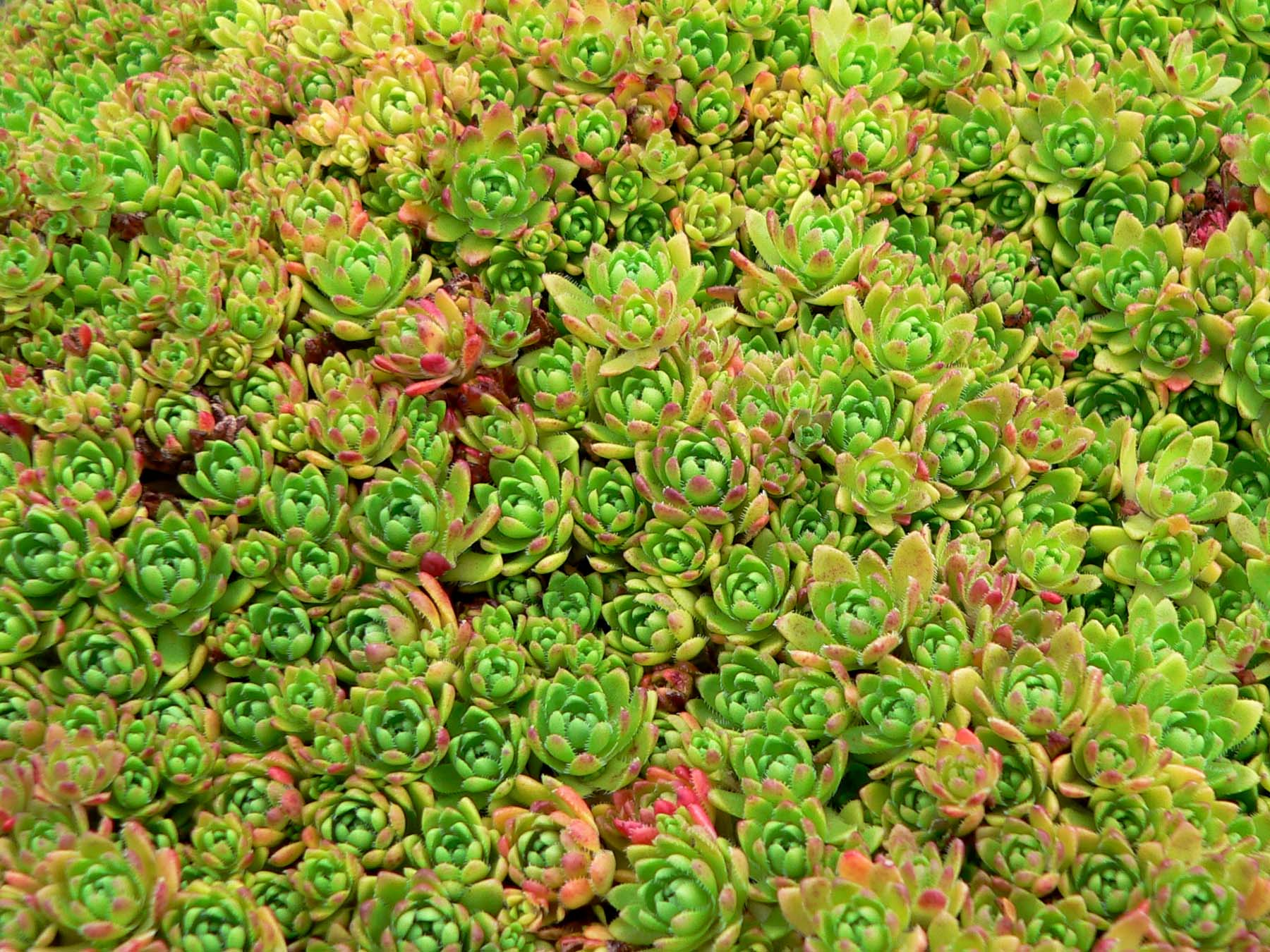
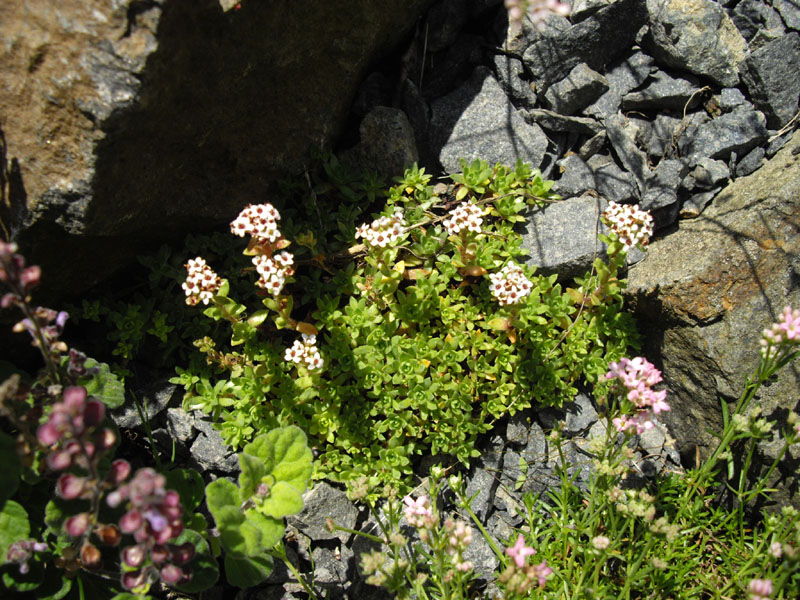
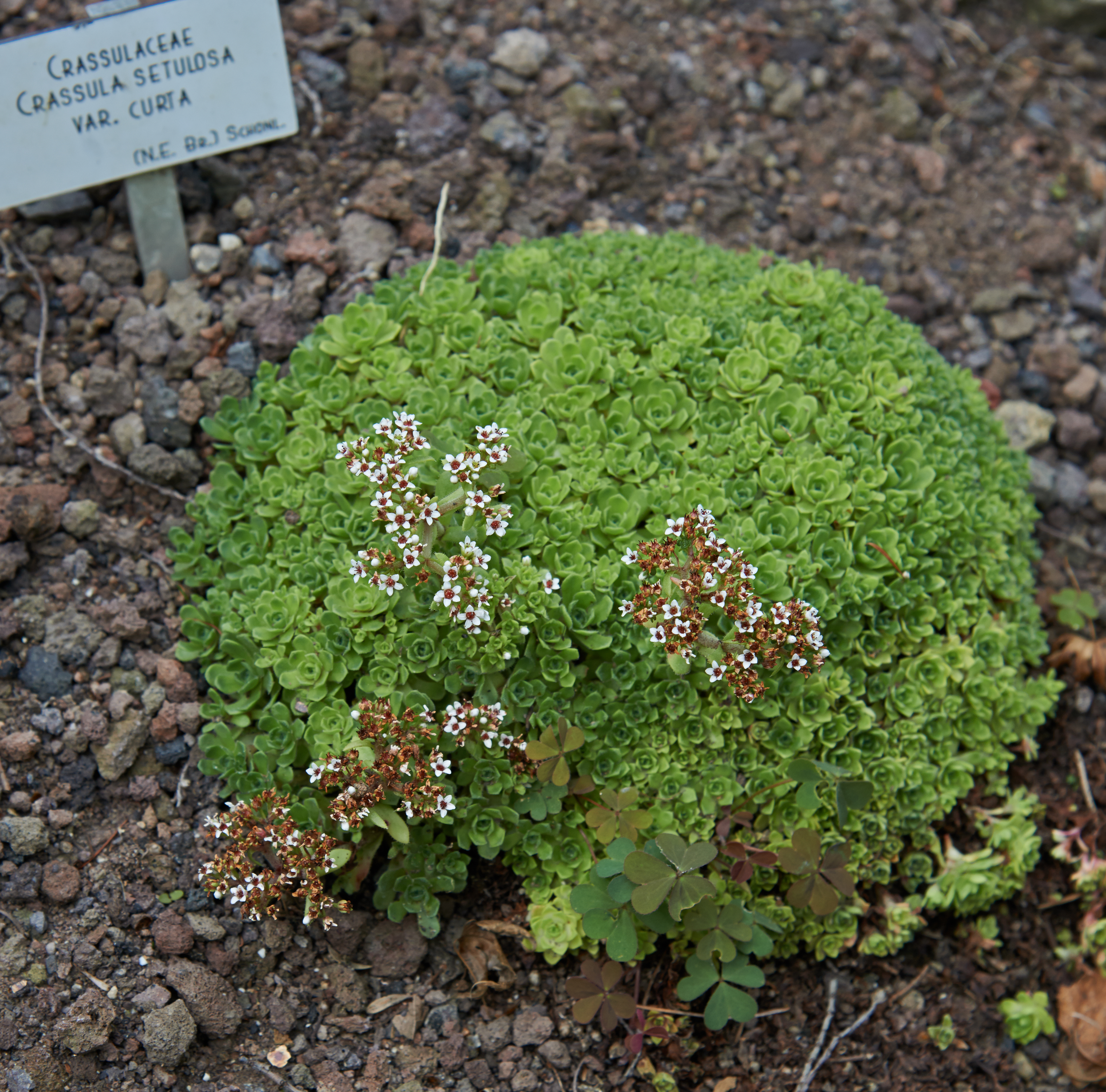
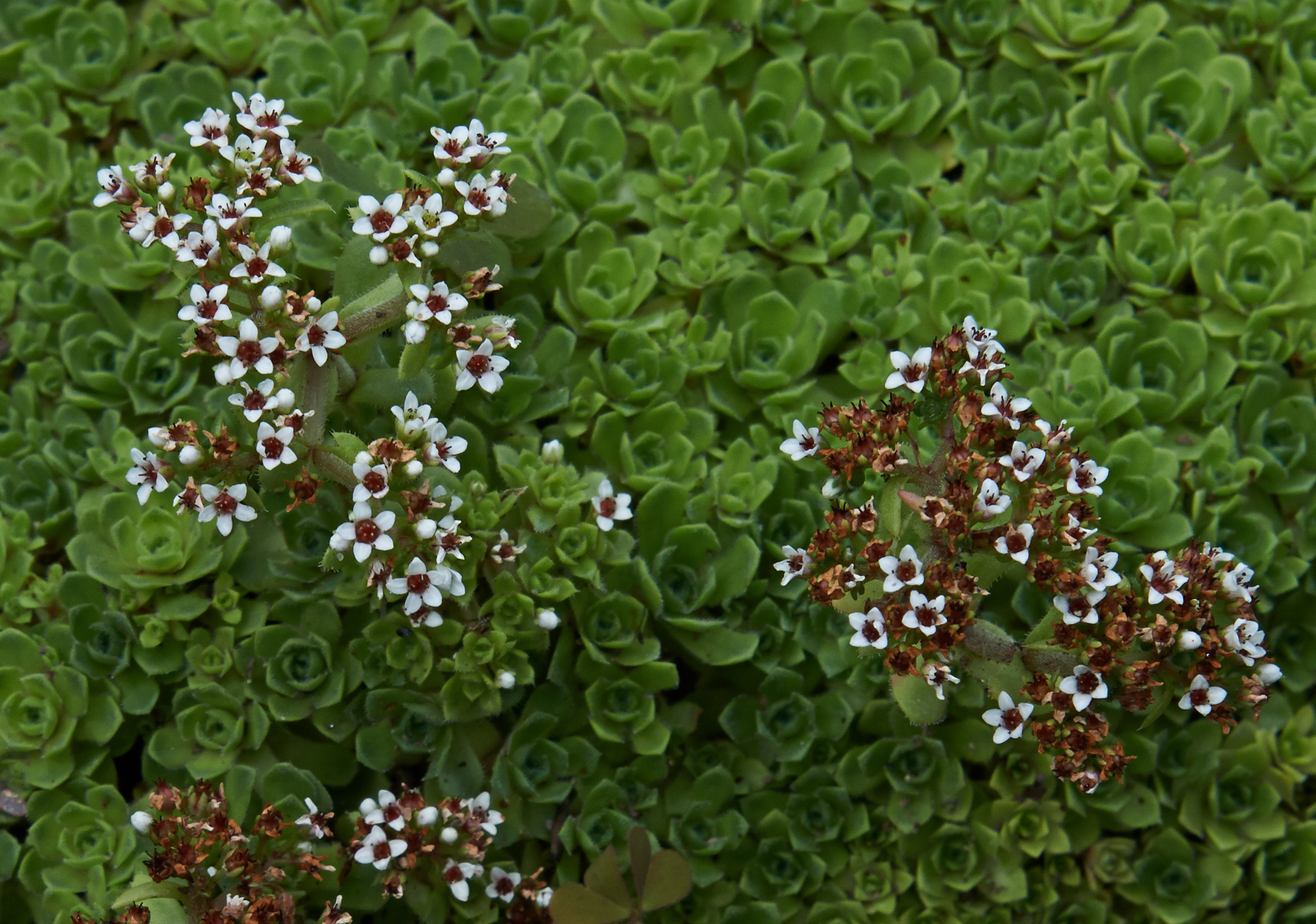
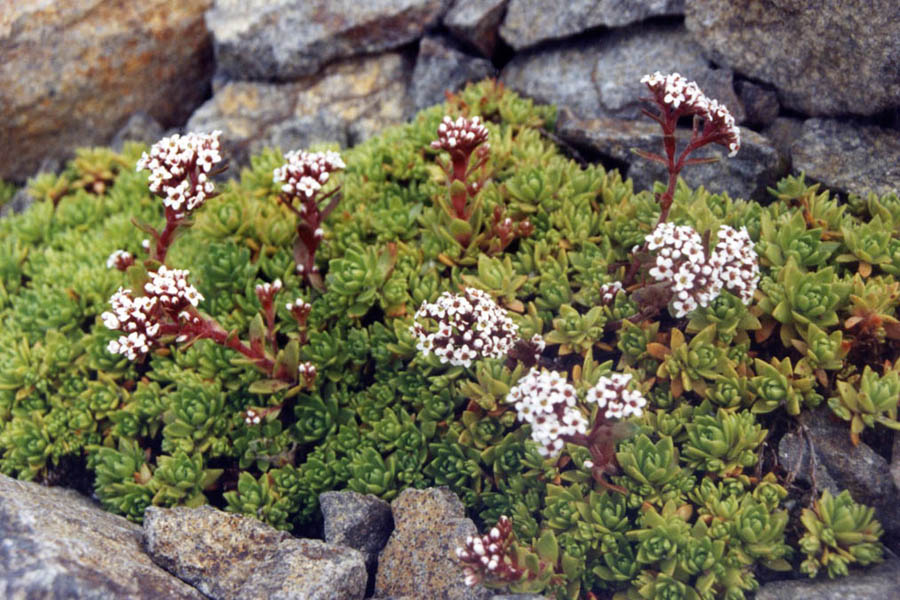